# Полезелла
Полезелла (італ. Polesella, вен. Polxeła) — муніципалітет в Італії, у регіоні Венето, провінція Ровіго.
Полезелла розташована на відстані близько 350 км на північ від Рима, 70 км на південний захід від Венеції, 12 км на південь від Ровіго.
Населення — 4075 осіб (2014).

## Демографія
Населення за роками:

Станом на 1 січня 2023 року в муніципалітеті офіційно проживали 294 іноземці з 33 країн, серед них 84 громадяни країн Євросоюзу та 9 громадян України.

## Сусідні муніципалітети
- Аркуа-Полезіне
- Бозаро
- Канаро
- Фрассінелле-Полезіне
- Гуарда-Венета
- Ро